# Braunau
Braunau é uma comuna da Suíça, no Cantão Turgóvia, com cerca de 680 habitantes. Estende-se por uma área de 9,2 km², de densidade populacional de 74 hab/km². Confina com as seguintes comunas: Affeltrangen, Bronschhofen (SG), Bussnang, Schönholzerswilen, Tobel-Tägerschen, Wuppenau. 
A língua oficial nesta comuna é o Alemão.

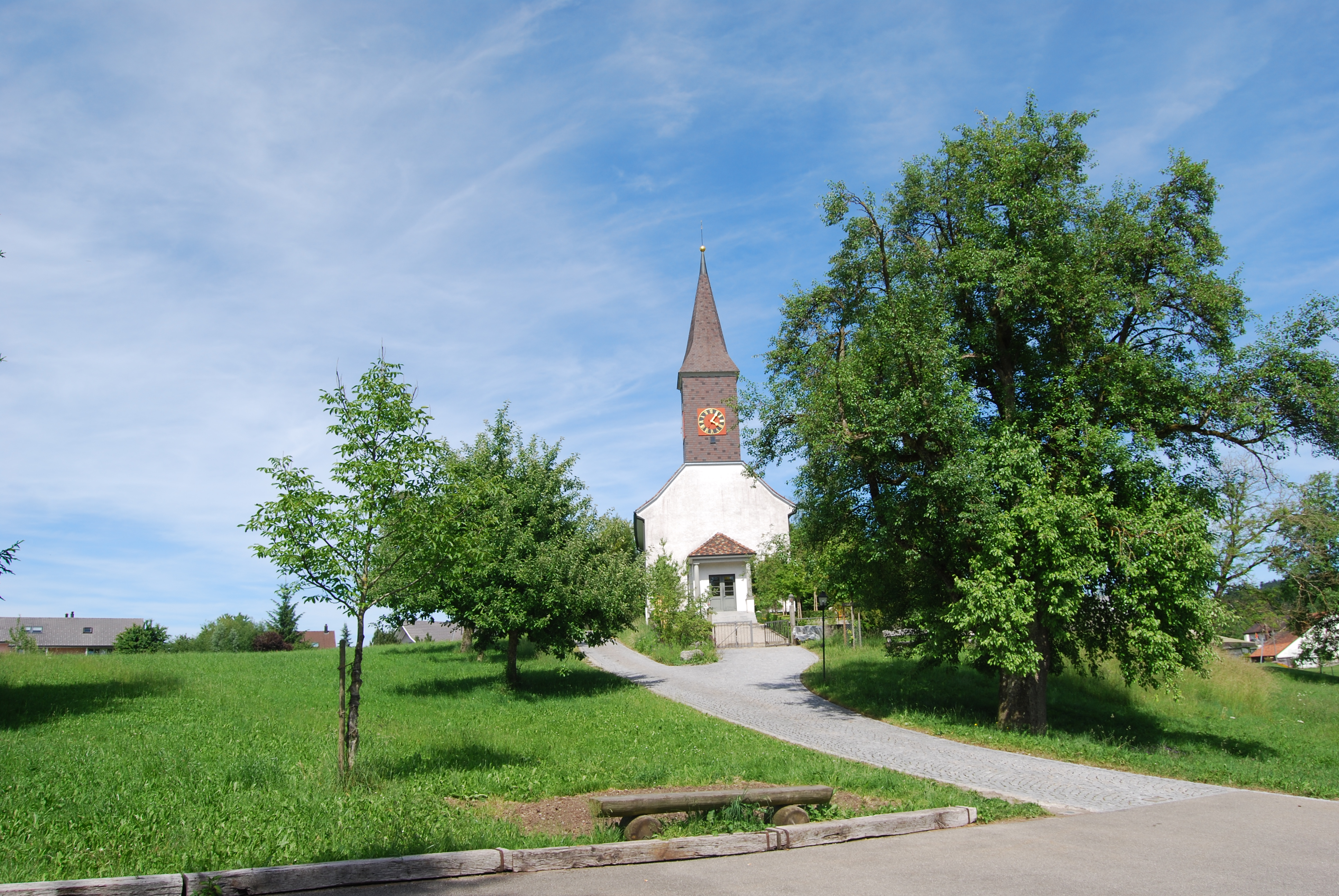
Braunau